# Rabia transmitida por murciélagos
La rabia transmitida por murciélagos, o zoonosis rábica por quirópteros, es una afección emergente de amplia distribución mundial que afecta a animales muy diversos, incluidos los murciélagos (ya sean o no hematófagos). La rabia es debida a un virus que afecta a animales domésticos y salvajes, propagándose a las personas a través del contacto con la saliva infectada por mordeduras o arañazos. Una vez que aparecen los síntomas, la enfermedad es casi siempre mortal.
La rabia transmitida por murciélagos es la segunda causa de mortalidad mundial por rabia, tras la transmitida por cánidos. Los murciélagos son la principal fuente de infección en los casos mortales de rabia en los Estados Unidos y Canadá. La rabia del murciélago se ha convertido recientemente en una amenaza para la salud pública en Australia, América Latina y Europa Occidental. Sin embargo, en estas regiones el número de muertes por rabia transmitida por murciélagos es inferior a  las causadas por mordeduras de perros infectados.
En el Día Mundial contra la Rabia, el 28 de septiembre, la Organización de las Naciones Unidas para la Alimentación y la Agricultura (FAO), la Organización Mundial para la Salud Animal (OIE) y la Organización Mundial de la Salud (OMS), se unen con la meta común de eliminar la rabia humana y controlar la enfermedad en animales. Cada año, unas 60.000 personas mueren a causa de la rabia. La fecha fue escogida en homenaje a Louis Pasteur a quien se debe la primera vacuna contra la rabia, y el descubrimiento de que no se trataba de una bacteria sino de un virus. 

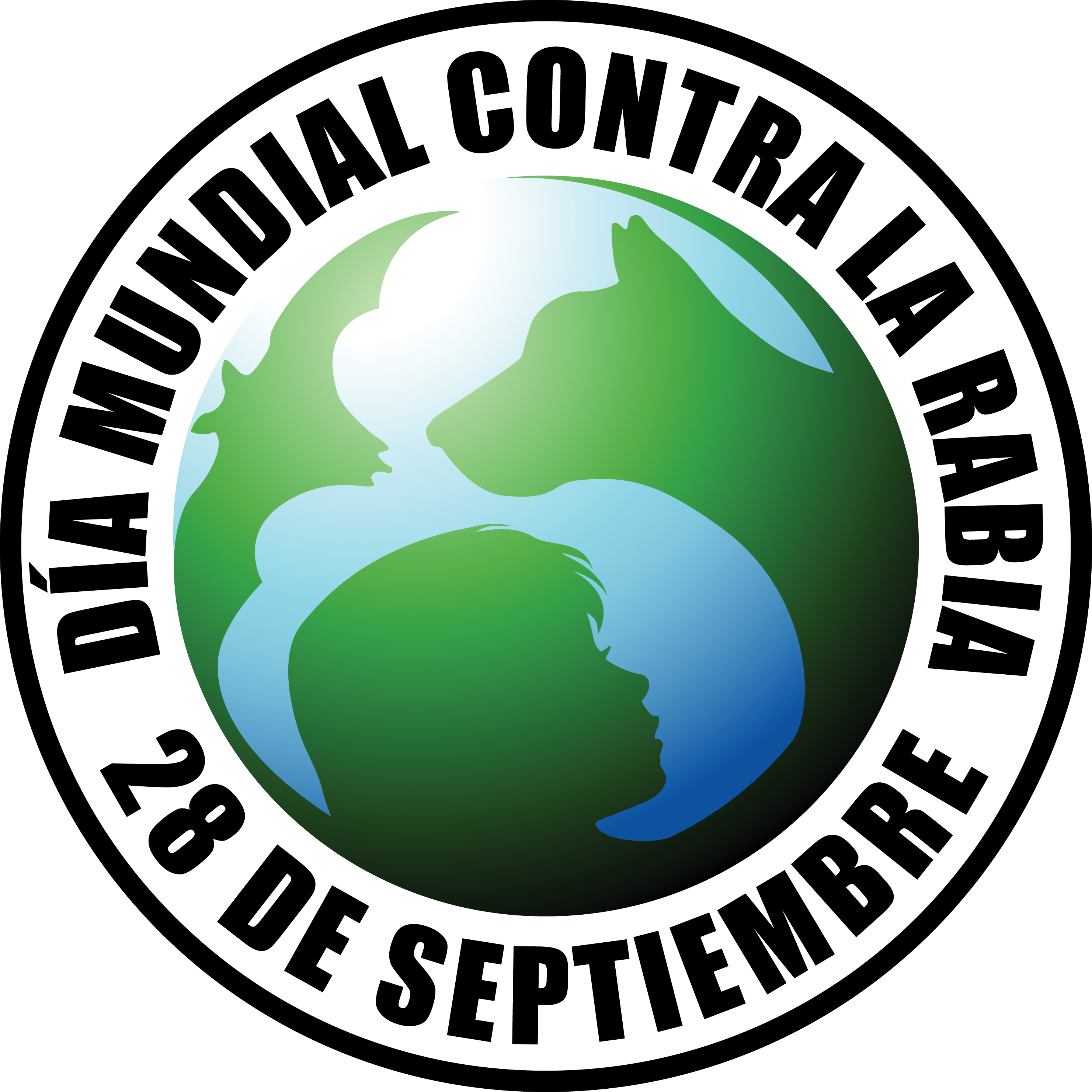
Día Mundial Contra la Rabia

## Historia de la rabia transmitida por murciélagos
La rabia es una de las enfermedades más antiguas de la humanidad, su conocimiento se remonta aproximadamente a unos 4 mil años a.C.
En un inicio sólo se identificaba con las especies silvestres: zorros, lobos, mapaches, tejones. Al transcurrir los años, estos animales fueron difundiendo el virus por el mundo; más tarde llegó a las especies domésticas, y en consecuencia al hombre que convive con ellas.
El cambio total de comportamiento de una mascota fiel y benévola a un animal agresivo y fiero, ocasionó el terror en algunos pueblos, que consideraron este hecho como un "castigo divino", porque cuando un perro con este comportamiento atacaba a un individuo, la muerte llegaba en pocos días.
Demócrito, filósofo griego, describió a la rabia como una enfermedad terrible que se presentaba en perros y otros animales domésticos. Hacia el 550 a.C., Aristóteles, en sus escritos, habla acerca de la rabia y de la forma  de transmisión a través de la mordedura de animales rabiosos.
En el continente americano, el problema comenzó cuando los conquistadores españoles y anglosajones pisaron las costas del nuevo mundo, pues ellos llevaron animales infectados. Sin embargo, algunos datos históricos señalan que la rabia ya existía en América, y que los vampiros (murciélagos hematófagos), cuya presencia se detectó en zonas del nuevo continente, eran causa de transmisión del mal, según relatos de las crónicas de los conquistadores, en 1514 y 1527, principalmente en tierras mexicanas. Las primeras notificaciones de brotes de rabia en bovinos atribuida a ataques de vampiros fueron realizadas en el s. XVI en Guatemala, en el s. XVIII en Ecuador y en el s. XIX en Trinidad.
Progresivamente la rabia se fue difundiendo a todo el continente y para finales de 1719 ya había cobrado las primeras víctimas humanas en Las Antillas, así como en la Isla de Barbados en 1741. También en islas de Las Antillas Menores colonizadas en ese año por los ingleses. En Perú, en 1803, se desató una violenta epidemia de rabia que causó la muerte a 42 personas en la ciudad de Ica, localizada al oeste de ese país.
El primer diagnóstico de rabia bovina fue realizado en 1911 en Santa Catarina, Brasil. Lo curioso del caso es que nunca antes había habido brotes de esta enfermedad y lo atribuyeron  a los vampiros. En Trinidad hubo muchos brotes de enfermedad tanto en humanos como en bovinos pero hasta 1936 no se identificaron. A partir de entonces otros países notificaron la enfermedad; Colombia, Bolivia, Venezuela y México.
En las últimas décadas y en la presente se siguen diagnosticando casos de rabia transmitida por los murciélagos tanto al ganado como al ser humano. 

### Hechos y cifras
La rabia es una enfermedad desatendida a pesar de su gran impacto en sanidad humana. Se conoce desde la antigüedad más remota, como lo demuestran los antiguos textos procedentes de Mesopotamia, Egipto y la India.
- Constituye una amenaza potencial para los más de 3.300 millones de personas que viven en las zonas enzoóticas (es decir, donde la rabia está presente en los animales), sobre todo en Asia y en África.

- El 99% de los casos de rabia en el mundo se han transmitido por mordeduras de perro.

- La rabia sigue siendo una enfermedad marginada; en Asia solamente se notifica un caso de cada 20 y, en África, menos de un caso de cada 160.

- La rabia afecta principalmente a las poblaciones de bajos ingresos: según un estudio realizado en la India, el 75% de las víctimas de mordeduras de animales procedían de poblaciones pobres.

- Una vez aparecen los primeros síntomas clínicos, la rabia es, casi siempre, mortal.

- Cada año mueren de rabia unas 55.000 personas en el mundo; de ellas, 20.000 en la India y 24.000 en África.

- El 84% de las personas fallecidas viven en zonas rurales de África y Asia.

- Entre un 30- 50% de las personas que mueren debido a la rabia son niños menores de 15 años.

- Los niños son una población particularmente en riesgo, ya que suelen sufrir las mordeduras en la cabeza, en el rostro y en los brazos.

## La rabia en los murciélagos
La rabia es debida a un virus (género Lyssavirus) que ataca al sistema nervioso de los mamíferos provocándoles la muerte casi en el 100% de los casos. También hay otros órganos que pueden ser afectados por el virus. Este virus tiene forma de bala y pertenece al grupo de los Rhabdovirus. Algunos murciélagos presentan una cierta resistencia al virus, pudiendo transmitirlo más eficazmente. Hay varios serotipos de este virus, algunos de ellos afectan a los murciélagos como el serotipo 2 (virus murciélago Lagos) detectado en especies africanas, el serotipo 4 detectado en murciélagos de África, y los serotipos 5 y 6 aislado en murciélagos serótinos (Eptesicus serotinus, Pipistrellus y Myotis) en varios países europeos.
Hay  murciélagos  insectívoros, frugívoros y hematófagos. La rabia transmitida por murciélagos hematófagos es un problema solo de América, pues es allí donde están presentes las 3 especies hematófagas que hay en el mundo: Desmodus rotundus, Diphylla ecaudata y Diaemus youngi, de ellas sólo Desmodus rotundus se alimenta en mamíferos.

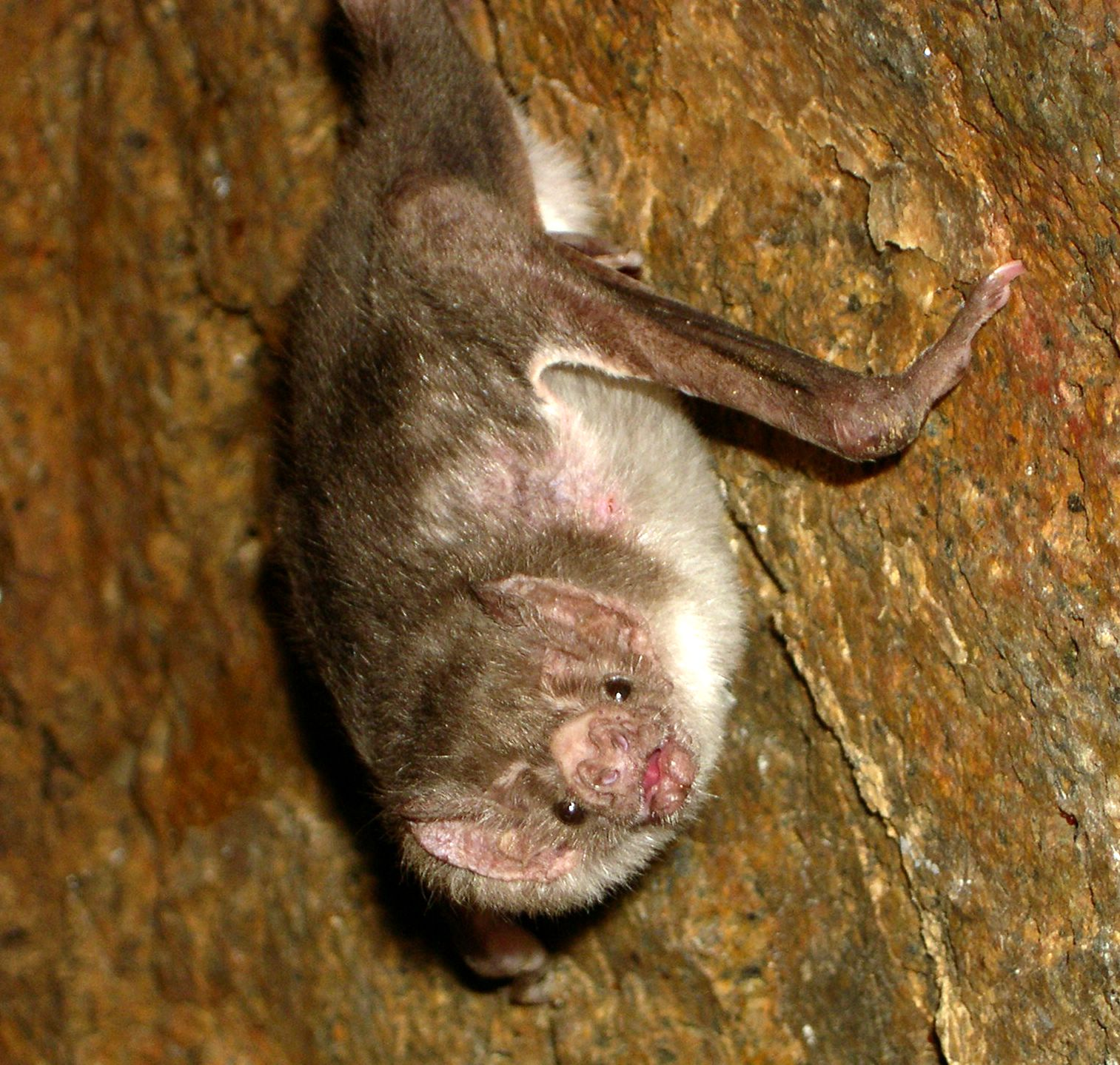
Desmodus rotundus

La rabia no tiene nada que ver con las dietas de los murciélagos, sino por su hábito alimenticio. Los vampiros son vectores importantes de contagio de la rabia al ganado, y eventualmente a los humanos. Un insectívoro difícilmente puede contagiar a nadie, salvo que se le toque y te muerda (contacto dérmico). La rabia en los murciélagos no les genera un comportamiento agresivo como en a los perros y gatos, por este motivo en las poblaciones naturales de murciélagos tiene una incidencia muy baja, 0,5 a 1% en líneas generales. Nunca va a haber muertes masivas de murciélagos por rabia, ya que no se agreden entre ellos, siendo mamíferos notablemente altruistas entre miembros de la misma colonia.

### Rabia transmitida por murciélagos en las Américas
En las Américas, la rabia humana transmitida por perros se encuentra en vías de control. No obstante, en los últimos años, la rabia humana transmitida por murciélagos ha reaparecido como problema de salud pública. El virus se transmite a los animales domésticos y al ser humano a través de la exposición a la saliva infectada.
Durante el 2011, se registraron eventos de rabia humana transmitida por murciélagos en Ecuador y Perú. Adicionalmente, Argentina, Brasil, Chile, Cuba, Costa Rica y Honduras reportaron la detección de murciélagos infectados con virus de la rabia. Por otro lado, se registraron casos de rabia humana transmitida por perros en Bolivia, Brasil, Guatemala, Haití y Perú.

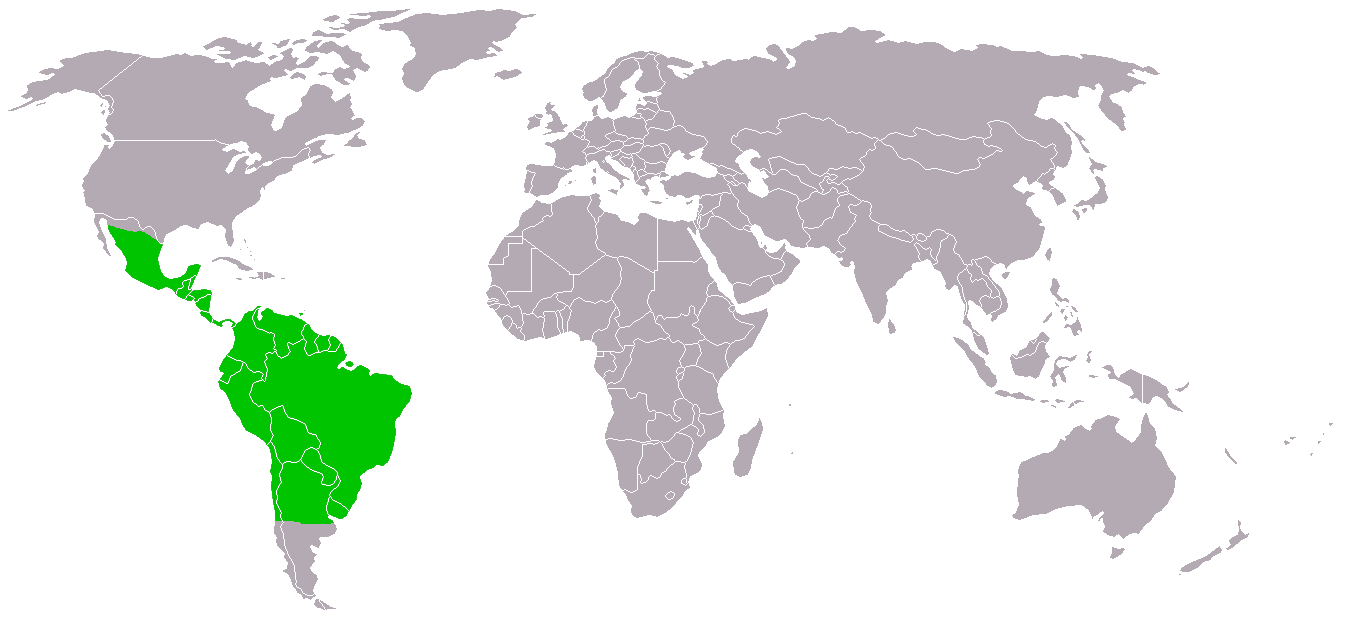
Distribución geográfica de la especie Desmodus rotundus

Ante esta situación, la Organización Panamericana de la Salud/ Organización Mundial de la Salud (OPS/OMS) reitera las recomendaciones formuladas en su Alerta Epidemiológica del 30 de agosto de 2010, sobre la necesidad de establecer estrategias para asegurar el acceso a la profilaxis pre-exposición a las personas expuestas a riesgo de mordeduras de murciélagos y de otros animales silvestres transmisores de la rabia (especialmente las personas que habitan o visitan las selvas tropicales), previa identificación  de las áreas de riesgo. Se alienta a los Estados miembros de la Región a seguir fortaleciendo las acciones de vigilancia e investigación de casos de agresiones a personas; y el monitoreo de la circulación viral. Así como a seguir con los esfuerzos de prevención y control para reducir el riesgo de aparición de casos humanos.
Uno de los aspectos más importantes sobre la rabia, sobre todo en México, es la relación coste-beneficio entre la enfermedad y la producción ganadera. Pues el coste que hay que asumir para evitar el contagio es muy elevado en relación con la adquisición de vacunas y monitoreo para la vigilancia del ganado. Por tanto, es una problemática actual de la ganadería asentada en zonas enzoóticas, un problema económico y sanitario que hay que tratar.
El 20 de mayo de 2011, se publica en el Diario Oficial de la Federación la Norma Oficial Mexicana “Campaña nacional para la prevención y control de la rabia en bovinos y especies ganaderas” que tiene por objeto establecer las especificaciones zoosanitarias, criterios, estrategias y técnicas operativas para diagnosticar, prevenir y controlar la rabia transmitida por vampiros del género Desmodus rotundus a las especies ganaderas en riesgo.
Otras enfermedades transmitidas por murciélagos
Entre las enfermedades que los murciélagos pueden transmitir a otros animales o al ser humano, además de la rabia, se encuentran:
-Ébola y Fiebre hemorrágica de Marburg. Se considera que los huéspedes naturales del virus de Marburg son los murciélagos de la fruta Rousettus aegyptiacus, de la familia Pteropodidae. El virus de Marburg se transmite de los murciélagos de la fruta a los seres humanos, y se propaga entre estos por transmisión de persona a persona, causando una fiebre hemorrágica grave. No hay vacunas ni tratamientos antivíricos específicos.
Los virus de Marburg y del Ébola son miembros de la familia Filoviridae (filovirus). Aunque son virus diferentes, las dos enfermedades son similares desde el punto de vista clínico. Ambas son raras, pero pueden ocasionar brotes dramáticos con elevadas tasas de letalidad.
-Síndrome Respiratorio Agudo Severo (SARS): según estudios científicos el SARS procede de los murciélagos de herradura, ya que los coronavirus descubiertos en los murciélagos comparten el 99% de las características del genoma  del virus del SARS y el 100% de su secuencia de aminoácidos, lo que permite deducir que “los murciélagos descubiertos en China son capaces de infectar a la gente”.
-Trypanosoma evansi. Los murciélagos hematófagos (Desmodus rotundus) pueden actuar como reservorios de este trypanosoma que afecta a una gran variedad de grandes mamíferos como caballos, camellos, búfalos, venados y ganado doméstico, causando la enfermedad conocida como Surra, que es de gran importancia económica en África, Asia y Sudamérica.
-Histoplasmosis: es una enfermedad infecciosa causada por la inhalación de esporas de un hongo llamado Histoplasma capsulatum, afectando principalmente a los pulmones. Cualquier persona que trabaje en zonas donde se encuentran excrementos de murciélago con el hongo, como en cuevas o minas, o haya fertilizado el campo con su guano, deben tener especial precaución.
-Criptococosis: es también una enfermedad infecciosa, causada por Cryptococcus neoformans, un hongo que se encuentra en excrementos de aves y murciélagos, contamina frutas, vegetales y la tierra. Al igual que la histoplasmosis, la principal entrada del agente infeccioso es la vía respiratoria.
Otras enfermedades infecciosas que pueden transmitir los murciélagos son la brucelosis y la candidiasis, entre otras.

## Transmisión y exposición de la rabia
Todas las especies de mamíferos son susceptibles a la infección por el virus de la rabia, pero solo algunas especies son importantes reservorios de la enfermedad como los murciélagos hematófagos o insectívoros, y otros mamíferos.
La rabia se transmite al ser humano por mordeduras, arañazos o lameduras de la piel lesionada por animales infectados. La transmisión del virus de la rabia empieza generalmente cuando la saliva infectada de un huésped se pasa a un animal no infectado o, accidentalmente al hombre. La modalidad más común de la transmisión del virus de la rabia es mediante la mordedura y la saliva que contiene el virus de un huésped infectado. Sin embargo, rara vez se ha documentado transmisión mediante otras rutas, como la contaminación de las membranas mucosas (por ejemplo, los ojos, la nariz o la boca), la transmisión por partículas aerotransportadas, y los trasplantes de órganos y córneas.
- En Europa y América, la rabia se encuentra principalmente en los animales salvajes.
- El número de casos de rabia transmitida por mordeduras de murciélagos infectados aumenta en América del Sur. En Estados Unidos, los murciélagos son los principales transmisores de la rabia.
- En África y Asia, los perros son los principales huéspedes y vectores de la rabia.
Una vez ha penetrado en el organismo (inoculación), el virus de la rabia ataca el sistema nervioso y el cerebro; luego se extiende a muchos tejidos y, especialmente, a las glándulas salivares.
El periodo de incubación (periodo que precede a la aparición de los primeros síntomas) en el ser humano es generalmente de 20 a 60 días.

## Signos y síntomas
El periodo de incubación de la rabia suele ser de 1 a 3 meses, pero puede oscilar entre menos de una semana y más de un año, esto dificulta el diagnóstico de la enfermedad. Los primeros síntomas de la rabia pueden ser muy similares a los de la gripe, como debilidad o malestar general, fiebre o dolor de cabeza, que a menudo se acompaña de  parestesias (sensación inusual o inexplicada de hormigueo, picor o quemazón) en el lugar de la herida. Estos síntomas pueden durar varios días.
A medida que el virus se propaga por el sistema nervioso central se produce una inflamación progresiva del cerebro, y de la médula espinal que acaba conduciendo a la muerte.
Los murciélagos suelen morir cuando contraen la enfermedad, pero se han encontrado anticuerpos séricos y esto podría deberse a repetidas infecciones subletales, lo que le conferiría una cierta inmunidad.
La enfermedad puede adoptar dos formas en el ser humano. En la rabia furiosa hay signos de hiperactividad, excitación, hidrofobia y, a veces, aerofobia. La muerte se produce a los pocos días por paro cardiorrespiratorio. Esta forma es más fácil de diagnosticar por su sintomatología.
La otra forma, la rabia paralítica, representa aproximadamente un 30% de los casos humanos y tiene un curso menos dramático y generalmente más prolongado que la forma furiosa. Los músculos se van paralizando gradualmente, empezando por los más cercanos a la mordedura o arañazo. El paciente va entrando en coma lentamente, y acaba por fallecer. A menudo la forma paralítica no se diagnostica correctamente, lo cual contribuye a la subnotificación de los casos.

## Diagnóstico
No se dispone de pruebas para diagnosticar la infección por rabia en los humanos antes de la aparición de los síntomas clínicos, y a menos que haya signos específicos de hidrofobia o aerofobia, el diagnóstico clínico puede ser difícil de establecer. La rabia humana se puede confirmar en vida y post mortem mediante diferentes técnicas que permiten detectar a los virus, antígenos víricos o ácidos nucleicos en tejidos infectados (cerebro, piel), y también en orina o saliva.
Debido a que el periodo de incubación de la enfermedad es largo y muy variable, esto dificulta el diagnóstico de la enfermedad. En este periodo la rabia es asintomática y en controles médicos rutinarios no se detecta el virus, hay que hacer análisis específicos si se tiene la sospecha de estar incubando la rabia.
El diagnóstico definitivo de la rabia debe ser confirmado por laboratorio. Resulta vital un diagnóstico de laboratorio de rabia rápido y preciso en los seres humanos y en otros animales con el fin de administrar oportunamente la profilaxis para la post-exposición. Por tener la rabia una alta tasa de letalidad, la bioseguridad es un parámetro importante cuando se trabaja con Lyssavirus.
El diagnóstico se confirma por la técnica de anticuerpos fluorescentes (IFI, siglas en español), un método rápido y sensible para diagnosticar rabia. La prueba se basa en el examen microscópico bajo luz ultravioleta de las secciones de tejido, después de que éstos son tratados con suero antirrábico e inmunoglobulinas conjugadas con isotiocianato de fluoresceína. Las muestras de tejido de tallo cerebral, tálamo, hipotálamo, cerebelo e hipocampo son las recomendadas para aumentar la sensibilidad de la prueba.
Otro prueba confirmatoria es el aislamiento del virus en ratones o en cultivos celulares. Es necesario recurrir a un laboratorio de referencia internacional para la caracterización antigénica y genética de los virus aislados.

## Epidemiología
Las medidas de prevención de la rabia en humanos comprenden tanto al tratamiento profiláctico, pre o post-exposición como las de intervención sobre los reservorios u hospedadores incidentales del virus de la rabia: el perro, los murciélagos y otros mamíferos terrestres.
La vigilancia epidemiológica es un pilar importante para comprender las dinámicas y servir de guía en la eliminación de la rabia. La notificación de enfermedades es esencial para la identificación de zonas de riesgo y garantizar la ausencia de la enfermedad. La capacidad laboratorial es crítica para confirmar los casos de rabia y necesita ser reforzada en muchas partes del mundo.

## Profilaxis y tratamiento
La prevención es muy eficaz en pre-exposición y post-exposición, es decir, antes y después del contacto con un animal infectado por la rabia. El único remedio contra la rabia es la vacunación, la cual se puede aplicar antes de su posible exposición, como método de prevención, o una vez contraída la enfermedad.
La vacunación pre-exposición se recomienda en los siguientes casos:
- Para todas las personas con un gran riesgo de exposición al virus de la rabia.
- Para todas las personas con exposición frecuente a animales presuntamente infectados (personal de laboratorio, veterinarios, etc.)
- Para las personas que viajan a zonas con alto riesgo rábico.
La vacunación pre-exposición debería fomentarse en los niños que viven en zonas en las que la rabia es muy enzóotica, ya que se han realizado estudios que demuestran que la vacuna es viable, segura y eficaz.
La profilaxis post-exposición  (PPE) depende del tipo de contacto con el animal presuntamente infectado.
- Si se producen arañazos leves o lesiones sin sangrado (exposición de categoría II), debe realizarse una limpieza local de la herida (hay que lavarla con agua abundante y jabón durante 15 minutos y, a continuación, debe aplicarse un antiséptico) y la persona debe vacunarse inmediatamente contra la rabia.
- Si se producen arañazos transdérmicos (uno o varios), mordeduras o contaminación con saliva (lamedura) de las mucosas o de la piel lesionada (exposición de categoría III):
El tratamiento post-exposición debe incluir tres etapas, según las recomendaciones de la Organización Mundial de la Salud (OMS):
• Limpieza local de las heridas;
• Inmunización pasiva con inmunoglobulina antirrábica (IGAR), que debe infiltrarse en las heridas y a su alrededor;
• Vacunación (inmunización activa) contra la rabia.
- La IGAR para la inmunización pasiva debe administrarse lo antes posible (o en un plazo máximo de 7 días a partir de la primera dosis de la vacuna, cuando no sea posible la  administración inmediata de la IGAR).
- Para los pacientes ya pre-inmunizados totalmente (ya vacunados en pre-exposición o que  hayan recibido una vacuna post-exposición según los protocolos aprobados por la OMS), es  conveniente una dosis de refuerzo, pero no es necesario administrar la IGAR.
A pesar de las recomendaciones de la OMS, el uso de la IGAR es muy bajo en las zonas de enzootia rábica. En los países en vías de desarrollo, se estima que menos del 1 % de las personas que requieren profilaxis post-exposición (categoría III) reciben la IGAR.
Como información adicional, la empresa Sanofi Pasteur es una de las empresas líderes en la lucha contra la rabia, llevando como nombre el apellido del creador de la vacuna, Louis Pasteur.

## Educación preventiva
No sólo la rabia transmitida por los perros es peligrosa, también la rabia transmitida por la fauna silvestre requiere atención. En algunas regiones del mundo, la rabia transmitida por animales silvestres se ha convertido en la vía más importante para la transmisión de la rabia a los seres humanos, como por ejemplo la rabia transmitida por murciélagos hematófagos en América del Sur, de la que ya hemos tratado anteriormente. Los cambios en el medio ambiente y un contacto más cercano de los seres humanos con la fauna silvestre pueden provocar un aumento de la exposición a los animales silvestres infectados con rabia.
De acuerdo con el documento técnico de la OMS y del Ministerio de Sanidad y Consumo, los grupos humanos de riesgo de exposición a Lyssavirus de murciélagos son: 
- Manipuladores habituales: quiropterólogos, personal de los centros de recuperación de la fauna salvaje, personal de parques zoológicos en cuyas instalaciones haya quirópteros, personal de laboratorios de referencia de rabia e investigadores que realicen estudios sobre Lyssavirus.
- Manipuladores esporádicos: ornitólogos que instalen durante la noche redes de captura de aves, espeleólogos, personal de espacios naturales protegidos, naturalistas en general, las personas que tengan una colonia de murciélagos refugiada en su casa, escuela o lugar de trabajo y los comerciantes (legales o no) de animales exóticos.
Es necesario conocer los signos que se deben buscar para saber si un murciélago tiene rabia o no. Si un murciélago no puede volar, se halla de día fuera de su refugio habitual, presenta cierta parálisis o actitud agresiva, es probable que se trate de un murciélago infectado. Por otra parte, existen individuos de ciertas especies de murciélagos que pueden estar infectados sin presentar signos de la enfermedad, sobreviviendo a la infección.
- Los murciélagos son animales de hábitos nocturnos. Esto quiere decir que duermen durante el día y son activos durante la noche. Los murciélagos con rabia a menudo se ven durante el día. Un murciélago activo de día puede no tener necesariamente la rabia, pero sin duda es un comportamiento inusual. Si se ve a un murciélago en plena luz del día lo mejor es mantenerse alejado de él.
- No pueden volar. La parálisis es uno de los síntomas de la rabia en los murciélagos. Un murciélago puede estar caído en el suelo y cojear como si estuviera muerto. Puedes ver que trata de volar y no puede conseguir salir de la tierra. Si un murciélago está pegado a la tierra, hay probabilidades altas  de que sea rabioso.
- Agresividad. Normalmente, los murciélagos no atacan a los humanos. Si un murciélago se abalanza hacia abajo, hay una buena probabilidad de que sólo esté tratando de atrapar a un insecto. Si un murciélago muerde o trata de agredir a un humano o muestra agresividad general, podría ser un signo de la enfermedad. La rabia no se puede tratar si no se detecta antes de que aparezcan los síntomas, por lo que si eres mordido por un murciélago, es importante buscar atención médica inmediatamente.
- Salivación excesiva. A menudo la rabia causa un aumento en la salivación.
Teniendo en cuenta lo anteriormente expuesto se recomienda:
•Evitar todo contacto con murciélagos, especialmente con aquellos que puedan hallarse en el suelo o fuera de su refugio habitual. Dicha observación es especialmente importante para los niños, evitando que recojan los murciélagos que puedan hallar por el suelo. En dicho sentido, sería recomendable enseñar a los niños que no deben tocar nunca murciélago.
•Realizar la manipulación de los quirópteros protegiéndose las manos para evitar mordiscos o el contacto directo. Se utilizarán guantes gruesos o, en caso de no disponer de ellos, se deberán proteger las manos con trapos o toallas. Posteriormente la protección utilizada para evitar el contacto deberá lavarse con agua y jabón y a poder ser con lejía.
•Es muy importante informar periódicamente a los grupos humanos con riesgo de exposición a Lyssavirus de murciélagos, sobre cuáles son las medidas preventivas que deben tomarse.
•En caso de mordedura, ésta debe ser comunicada a los Servicios Sanitarios y, a ser posible, conservado el animal para ser analizado. Asimismo, es necesario realizar la profilaxis post-exposición específica para personas vacunadas previamente.
•No tener murciélagos como animales de compañía. Cuando se halle un murciélago fuera de su refugio nunca debe conservarse en cautividad. En tal caso, debe llevarse, tomando las oportunas medidas de prevención descritas a continuación, a los centros oficiales de recuperación de especies.
•No comprar quirópteros como animales de compañía, pues pueden estar infectados y a pesar de ello presentar conducta totalmente normal.
•Es necesario sensibilizar del riesgo y vacunar preventivamente a toda persona que manipule habitualmente murciélagos.
Algunas especies de murciélagos se refugian en construcciones humanas habitadas, ya sea edificios de varias plantas de altura, casas unifamiliares o escuelas. Las colonias refugiadas en dichas localidades suele ser de cría, pudiendo llegar a agrupar a más de un centenar de individuos. Las referidas colonias suelen formarse durante el período comprendido entre abril y septiembre, dependiendo de las características climáticas y las variaciones meteorológicas anuales de cada localidad. Si existen probabilidades de contacto entre los quirópteros y las personas, se recomienda:
•Comunicar el problema a las autoridades locales.
- Impedir que los murciélagos entren en la casa.

•Como medida de higiene general se recomienda no manipular el guano.
•Si es necesario impedir que los murciélagos se refugien en construcciones humanas habitadas, deberían taparse las entradas a los refugios cuando la colonia de murciélagos no esté presente y nunca deberá efectuarse dicha operación durante el período de cría.

## Importancia ecológica de los murciélagos
Los murciélagos desempeñan un papel fundamental en el mantenimiento de los ecosistemas. Tienen valor económico y sanitario debido a que representan la única manera natural de combatir grandes cantidades de insectos, algunos de ellos transmisores de enfermedades y otros considerados plagas agrícolas. Ayudan a polinizar y a dispersar semillas de diversas especies de plantas. Debido a su gran importancia, el Programa de las Naciones Unidas para el Medio Ambiente, designó 2011 y 2012 como los años del murciélago.
Los murciélagos, debido a la gran diversidad que presentan, tienen un gran impacto ecológico en diferentes niveles de las comunidades que conforman. Este impacto ha sido ampliamente estudiado, a tal punto que en algunas de esas comunidades se les ha catalogado como especie clave por los papeles que juegan en la evolución, estabilidad y funcionamiento de los ecosistemas, entre los que se encuentran:
- Polinización. Se ha estimado que los murciélagos son polinizadores de al menos 500 especies de 96 géneros de plantas y actúan como eficientes agentes dispersores de polen, con lo cual contribuyen en la reproducción y la estructura poblacional de las especies que polinizan. Las flores de estas plantas presentan caracteres adaptativos relacionados con esta interacción, porque solo se abren de noche o de madrugada; producen además mucho néctar y polen para los altos requerimientos energéticos de los murciélagos. Por ejemplo, las especies  nectarívoras polinizan plantas de gran tradición e importancia económica en México, como el agave mezcalero y tequilero, numerosas especies de cactus, o incluso frutas de importancia comercial como los plátanos y la papaya.
- Dispersores de semillas. Los murciélagos son los mamíferos dispersores de semillas más importantes en los trópicos debido a su capacidad de vuelo. Contribuyen a la propagación de muchas especies de plantas muy importantes dentro de las cadenas tróficas de estos ambientes. Se estima que en las regiones tropicales, los murciélagos frugívoros dispersan de 2 a 8 veces más semillas que las aves, lo cual los convierte en elementos fundamentales en la regeneración natural de las selvas. Se ha demostrado que en estaciones secas, entre el 80-100% de las semillas que llegan al suelo en bosques de tierras bajas son depositadas por murciélagos. Al menos 443 productos utilizados por el hombre se obtienen de 163 especies de plantas que dependen de los murciélagos para su polinización o dispersión. Entre las especies de plantas que polinizan estos mamíferos se encuentran los agaves. Gracias a esto, México tiene bebidas como el tequila y el mezcal.
- Control poblacional de insectos. Entre los murciélagos existe una gran diversidad de especies insectívoras nocturnas, son los principales consumidores de insectos nocturnos y en conjunto consumen diariamente decenas de toneladas de ellos. Algunas especies llegan a consumir entre el 50 y el 150% de su peso corporal por noche, regulando las poblaciones de estos invertebrados en los ecosistemas tropicales, sobre todo de lepidópteros, coleópteros, homópteros, hemípteros y tricópteros. Proporciona beneficios económicos, sociales y de salud, debido a que en su dieta se encuentran insectos que causan graves daños a cultivos y otros que son vectores de diversas enfermedades. Su actividad disminuye la necesidad de utilizar plaguicidas químicos, lo cual resulta en un gran aporte para la preservación del ambiente y un ahorro económico. El no contaminar el ambiente con sustancias químicas tóxicas constituye un atractivo turístico que genera una derrama económica para la región así como la producción de alimento orgánico. Por ejemplo, en México y Estados Unidos, el murciélago de cola libre (Tadarida brasiliensis), se alimenta de polillas que son plagas de cultivos de maíz y algodón causando pérdidas millonarias a la agricultura.
- Creadores de nichos. Muchas especies de murciélagos viven en grutas o cuevas y con su actividad cotidiana generan nuevos nichos ecológicos que son habitados por comunidades de invertebrados. El guano es la principal materia orgánica para el sustento y desarrollo de estas comunidades donde se establecen complejas cadenas tróficas.
- Funcionamiento de ecosistemas. Los murciélagos, son elementos clave de las regiones tropicales ya que contribuyen en las tasas de regeneración y diversidad, así como en el reciclamiento de nutrientes y transferencia de energía en los ecosistemas. Debido a su gran movilidad, tienen gran impacto en la redistribución de la energía, mejoran la heterogeneidad espacial de los nutrientes y contribuyen en la distribución espacial y la estructura genética de las poblaciones de plantas. Si sumamos a esto su gran abundancia, los murciélagos pueden ser considerados especies clave en muchos ecosistemas tropicales. También, son fuente de alimento de otros vertebrados como reptiles, aves y otros mamíferos. Algunas especies son responsables de iniciar el proceso de la regeneración de áreas devastadas por catástrofes naturales o humanas al dispersar las semillas de las plantas pioneras que promueven la recuperación de los ecosistemas.
- Indicador biológico. En general, los murciélagos representan un grupo muy útil como indicador de la calidad de un ecosistema, debido a que muchas especies son sensibles a la pérdida o a la fragmentación de su hábitat. Cuando hay perturbaciones, las poblaciones reducen sus tamaños afectando la composición local y la diversidad de las comunidades.
En cuanto a los beneficios para el hombre, los murciélagos proporcionan muchos beneficios directos e indirectos a la humanidad, muchos de ellos no muy bien conocidos ni valorados, entre los que encontramos:
- Medicina. Desmodus rotundus es una especie de murciélago hematófago, como ya se ha comentado, que por miedo, ha sido fuertemente atacado por el hombre debido a que es un vector de rabia y otras enfermedades. Sin embargo, la enzima de su saliva, conocida como DSPA (desmoteplasa), está siendo estudiada como una alternativa segura y eficaz en el tratamiento de los derrames cerebrales.
- Biotecnología. Se están estudiando los sonidos que emiten los murciélagos para encontrar objetos, con la finalidad de aplicarlos para crear sistemas médicos de ultrasonidos más sensibles, desarrollar nuevas técnicas para la búsqueda de petróleo y fabricar implantes para personas sordas.
- Fertilizante. Algunas colonias de murciélagos cavernarios producen una gran cantidad de guano que puede ser utilizado como fertilizante porque es rico en nitrógeno y fósforo, además de contener elementos traza (micronutrientes) y microorganismos biorremediadores (limpian toxinas), fungicidas (que combaten a los hongos) y nematicidas (que ayudan a controlar a las poblaciones de nematodos perjudiciales). En algunos sitios como en la cueva Carlsbad en Nuevo México, el guano tuvo importancia económica en los inicios del siglo XX cuando se obtuvieron 101.600 toneladas.

## Amenazas y recomendaciones para la conservación de los murciélagos

### Amenazas.
Los murciélagos son uno de los mamíferos interesantes y únicos en su comportamiento. Desafortunadamente, también son de los que menos se han comprendido. Como consecuencia existen una serie de mitos sobre la vida de los murciélagos creando entre la gente temor y miedo, poniendo en riesgo su conservación. Estos temores son infundados ya que los murciélagos en su mayoría no son dañinos. Muy raramente atacan a la gente o se acercan, sin embargo, este miedo ha reducido el riesgo de la posibilidad de enfermarse de alguna enfermedad que puedan transmitir (la rabia), ya que la gente no se atreven a tocarlos. Las amenazas que enfrentan los murciélagos pueden clasificarse en 5 categorías:
1) El exterminio, debido al mal manejo de programas de control de los murciélagos vampiros, o al rencor de los ganaderos afectados que destruyen colonias enteras de murciélagos benéficos, confundiéndolos con vampiros.
2) El disturbio, ocasionado por humanos que perjudican a los murciélagos en sus cavernas y refugios durante la crianza o hibernación, en muchas ocasiones causando la muerte de individuos.
3) En países donde los murciélagos tienen un valor económico, muchas especies están en peligro debido al tráfico comercial para utilizarlas como comida, medicinas tradicionales y afrodisíacos.
4) Una de las amenazas más comunes  es el envenenamiento de los murciélagos insectívoros, debido al uso de plaguicidas y herbicidas (DDT y restantes insecticidas). Es la primera causa de su mortandad actual.
5) La pérdida de hábitat o destrucción de los bosques tropicales se ha convertido en una gran amenaza para la conservación de los murciélagos. La pérdida de bosques tropicales destruye los hogares y las fuentes de comida de los murciélagos que tienen importancia ecológica y económica.

### Recomendaciones.
Existen muchas tareas pendientes en torno a la protección de los murciélagos que se deben abordar de una manera interdisciplinaria, debido a que los factores que los afectan son de índole económica, social, cultural y científica.
Desde el punto de vista legal, es importante revisar la Lista Roja de la UICN 2013 de especies amenazadas, y actualizarla con la frecuencia necesaria para desarrollar planes de acción que garanticen un estado de conservación favorable para cada una de las especies de murciélagos. En general, para efectuar la conservación de murciélagos, es necesario aplicar los principios de los tratados internacionales apropiados, incluyendo el Convenio sobre la Diversidad Biológica y la Convención de la Conservación de Especies migratorias de Animales Silvestres, enfocados en la conservación y el uso sostenible de la biodiversidad.
En cuanto a la investigación, es prioritario continuar con estudios evolutivos, de ecolocalización, tipo de alimentación, datos poblacionales, migratorios y del papel que desempeñan en el mantenimiento de los ecosistemas. Así como llevar a cabo trabajos sistemáticos para resolver la situación de los taxones cuestionables, debido a que hay grupos que aún no se han descrito formalmente y eso lleva retrasos de la ejecución de planes de conservación. También, es prioritario desarrollar programas educativos dirigidos a una gran variedad de grupos, como los funcionarios públicos, administradores de tierras, espeleólogos, turistas, escuelas y al público en general, con la finalidad de difundir su importancia en las comunidades que se encuentran y evitar que se les ataque por miedo o falta de conocimiento.
Es importante establecer en sus hábitats programas de vigilancia y elaborar planes de gestión para sus refugios, así como iniciar programas de educación para explicar la importancia de las cuevas, minas y otros sitios ocupados por los murciélagos, sobre todo en los lugares que presentan alta diversidad.